# Fortalesa Ozama
La Fortalesa Ozama és un dels monuments culturals històrics de la ciutat de Santo Domingo, a la República Dominicana. També és un dels monuments construïts pels espanyols durant l'època colonial o de la conquesta i colonització. Avui és considerat com Patrimoni de la Humanitat, al costat dels altres monuments de la Ciudad Colonial. El seu nom es deu a la seva ubicació propera del riu Ozama. Aquesta fortalesa és així mateix la més antiga de les construccions fetes a Amèrica i a l'illa.

## Història
La Fortalesa Ozama forma part de la Ciutat Colonial de Santo Domingo. La construcció d'aquest monument es va prolongar des 1502 fins a 1508, iniciada pel governador Nicolás de Ovando. El principal objectiu d'aquesta construcció va ser protegir la ciutat dels diversos atacs dels pirates i conqueridors anglesos, francesos i portuguesos.
La Fortalesa Ozama va ser anomenada durant l'època colonial Torre de l'Homenatge, per retre homenatge a tots els conqueridors espanyols a Amèrica, encara que posteriorment era anomenada també Torre de la Guaita o de la Vigilància, ja que a la part superior es podia observar l'entrada del riu Ozama i la costa del Mar Carib.
Des de la part més alta de la Fortalesa Ozama s'han vist enarborar durant tota la història dominicana les banderes Espanya, França, Anglaterra, Haití, Estats Units i actualment la bandera dominicana.

## Arquitectura
La construcció d'aquesta fortalesa està dissenyada en forma de castell de pedres i encara conserva la seva original arquitectura. A l'interior de la fortalesa hi ha túnels i calabossos on eren tancats els presoners, sent el mateix Cristòfor Colom un dels personatges més importants de la història d'Amèrica que va estar tancat allà.
La Fortalesa Ozama està composta per:
- La torre de l'homenatge.
- El Portal de Carles III.
- L'Estàtua de Gonzalo Fernández de Oviedo.
- El Polvorí.
- El Fort de Santiago.
- La plataforma de tir baixa.
- La plataforma de tir alta.
- Les ruïnes de la primera obra.